# Simon Bernfeld
Simon Bernfeld (geboren 6. Januar 1860 in Stanislau, Galizien, Kaisertum Österreich; gestorben 3. Februar 1940 in Berlin) war ein österreichischer Rabbiner, Wissenschaftler und Autor.

## Leben
Simon Bernfelds Vater war Prediger und Dajan im galizischen Stanislau. Er war Maskil in einer orthodoxen Gemeinde, weshalb die Familie 1872 in das liberalere Lemberg zog. Simon Bernfeld heiratete Anna Lewin (1861–1940), ihr 1889 geborener Sohn Immanuel Bernfeld wurde 1941 im Konzentrationslager Mauthausen Opfer des Holocaust.
Bereits im Alter von 18 Jahren arbeitete Bernfeld in Lemberg an der hebräischen Zeitschrift Ha-Maggid mit. 1880 wurde er zur Zeitschrift Ha-Kol nach Königsberg im Deutschen Reich geholt. Von 1881 bis 1883 studierte er an der Universität Königsberg, ging 1883 an die Universität Berlin und hörte auch Vorlesungen an der Hochschule für die Wissenschaft des Judentums. Er schloss 1885 das Studium ab und wurde als Rabbiner an die sephardische Gemeinde nach Belgrad im Königreich Serbien berufen. Von 1886 bis 1894 war er dort Oberrabbiner. Danach kehrte er nach Berlin zurück und arbeitete fortan als Privatgelehrter. Beim Verband nationaldeutscher Juden leitete er das apologetische Archiv, er veröffentlichte in Zeitschriften, war zeitweise Redakteur des Gemeindeblatts der Jüdischen Gemeinde Berlin. Er war Mitglied der Gesellschaft zur Förderung der Wissenschaft des Judentums. Er versuchte auf die gesellschaftspolitischen Diskussionen im Judentum einzuwirken und setzte (1930) große Hoffnungen in das zionistische Projekt in Palästina.

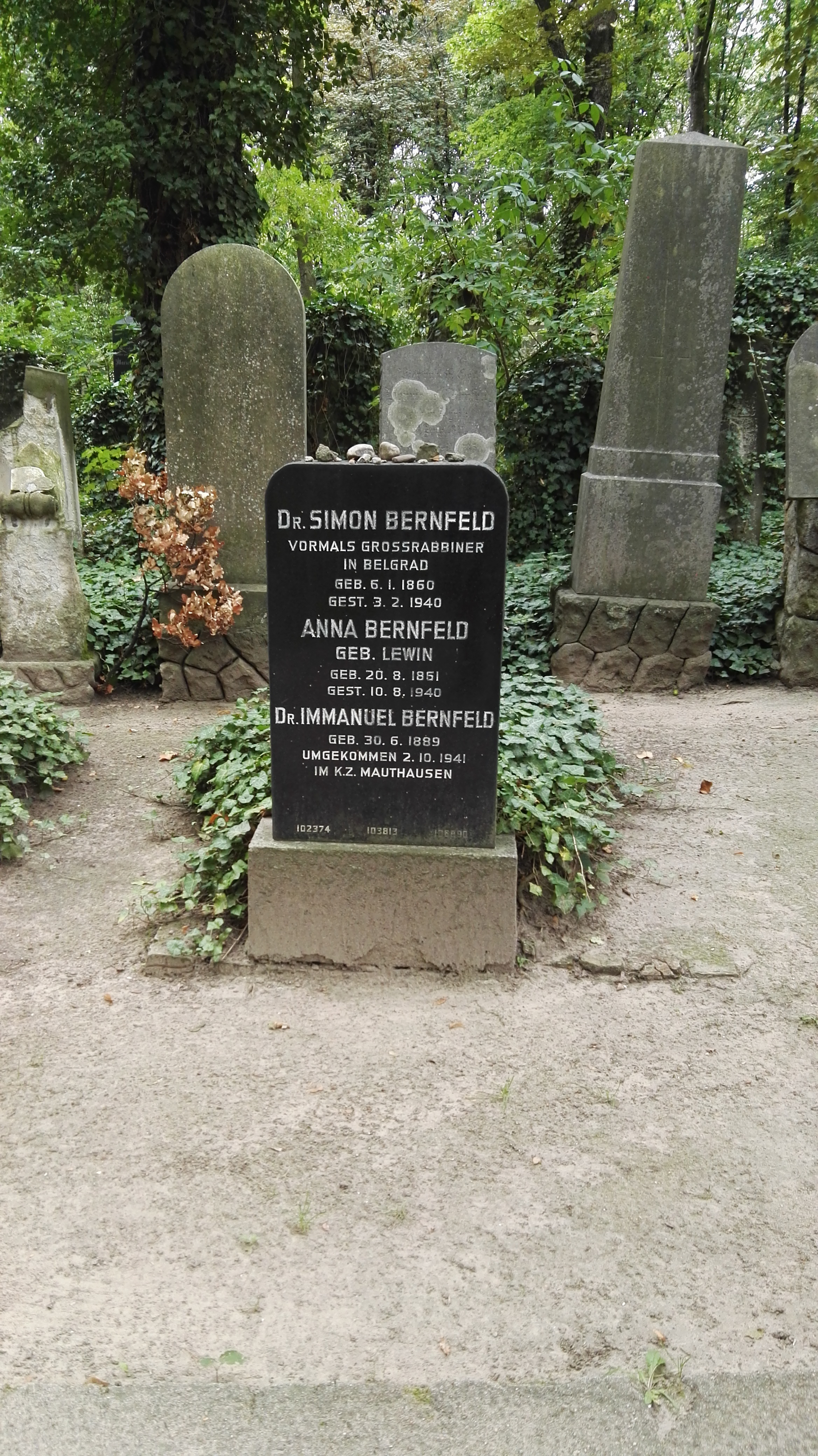
Grabstätte

Bernfeld veröffentlichte große Untersuchungen zur Bibel und zur Geschichte des Judentums, die er auf Hebräisch, Jiddisch, Spanisch und zum Teil auch in deutscher Sprache veröffentlichte. Mit Leo Baeck, Ismar Elbogen und Fritz Bamberger gab er das mehrbändige Werk Die Lehren des Judentums nach den Quellen heraus.
Bernfeld ist auf dem Jüdischen Friedhof Berlin-Weißensee begraben.

## Schriften (Auswahl)
- (Mhrsg.): Gedenkbuch für Moses Mendelssohn. Berlin : M. Poppelauer, 1929
- Jüdische Geschäftsmoral nach Talmud und Schulchan Aruch. Berlin : Philo-Verlag, 1924 [28 Seiten]
- Sefer ha-Demaot [Sefer. Buch der Tränen]. 3 Bände. Charlottenburg : Echkol, 1923 (he)
- (Mitarbeit): Die Lehren des Judentums nach den Quellen. 1920 folgende
- Der Talmud. Frankfurt a. M. : Kauffmann, 1914
- Kämpfende Geister im Judentum. Vier Biographien. Philadelphia : Lamm, 1907 (enthält Leone da Modena, Mosche Chaim Luzzatto, Salomon Maimon, Samuel David Luzzatto) (Digitalisat)
- Die Heilige Schrift. Nach d. masoretischen Text neu übers. u. erkl. nebst e. Einl. von S. Bernfeld. Berlin : Calvary, 1902; 6. Auflage. Frankfurt a. M. : Kauffmann, 1936 (Digitalisiert)
- (Hrsg.): Die religiöse Poesie der Juden in Spanien. Berlin : Poppelauer, 1901
- Der Talmud. Sein Wesen, seine Bedeutung und seine Geschichte. Berlin : Calvary, 1900
- Juden und Judentum im neunzehnten Jahrhundert. Berlin : Cronbach, 1898
- Dor holech weder ba [Die Zivilisation der Juden in Deutschland]. 2 Bände. Warschau 1887 (he)